# Knab (bank)
Knab (voorheen Aegon Bank) is een Nederlandse online bank. De bank werd in 2012 opgericht en opereert sinds november 2024 op de banklicentie van BAWAG AG. Knab had tot 2019 twee labels: Aegon Bank en Knab, welke op 1 oktober 2019 operationeel zijn samengevoegd. In juni 2023 werden de Nederlandse verzekeringsactiviteiten van AEGON, waaronder Knab, overgenomen door ASR. Die verkocht de bank al weer gauw door aan het Oostenrijkse BAWAG in november 2024.
Het hoofdkantoor – en tevens enige kantoor – van Knab is in Amsterdam. Daar werken ongeveer 400 werknemers. Knab heeft zo’n 350.000 klanten, waaronder circa 240.000 ondernemers, voornamelijk zzp'ers. De online bank werd van 1 oktober 2019 tot 1 mei 2025 geleid door CEO Nadine Klokke.

## Geschiedenis
Het idee voor Knab ontstond bij oprichter René Frijters vlak na de bankencrisis in 2010. Nederlandse banken moesten met staatssteun overeind gehouden worden, waardoor het vertrouwen van consumenten in de financiële wereld sterk afnam. Onder de werktitel "Bank van Morgen" werd in twee jaar tijd een nieuwe bank opgetuigd, die "het anders zou doen". De nieuwe bank ging in september 2012 live, met de naam "knab", wat het omgekeerde is van het woord "bank".  
Knab werkt met een pakkettenstructuur. Voor een vast bedrag per maand krijgt de klant een bankpakket met financiële producten zoals betaal-, spaar- en beleggingsrekeningen en een persoonlijk financieel plan. In mei 2014 kwam Knab met een apart zakelijk bankpakket dat zich richt op kleine ondernemers en zzp’ers. Eind 2014 publiceerde Knab voor het eerst een jaarverslag. Op dat moment hadden ze in totaal zo’n 43.000 klanten en 77 medewerkers. Op 1 mei 2017 vertrok oprichter en directeur René Frijters bij Knab.
Na de overname onderzocht ASR de strategische opties voor de onlinebank en ASR heeft reeds meerdere biedingen ontvangen op Knab. Per jaareinde 2022 had Knab 346.000 betalende klanten en was de nettowinst 32,2 miljoen euro. Op 1 februari 2024 maakte ASR bekend dat Knab wordt verkocht aan BAWAG voor 510 miljoen euro. De transactie is op 1 november 2024 afgerond. Bank für Arbeit und Wirtschaft (BAWAG) is een grote beursgenoteerde bank in Oostenrijk en is al actief in Nederland met onder andere het hypotheekadvieskantoor Hypotrust.
Knab heeft in februari 2024 een boete gekregen van 3 miljoen euro van De Nederlandsche Bank. De bank was onzorgvuldig in het beheersen van kredietrisico's in het Verenigd Koninkrijk. In 2019 werd Knab hier al op gewezen maar bij een controle drie jaar later bleek het nog altijd niet goed te gaan. Knab gaat niet in beroep tegen de boete.

## Resultaten
In 2022 steeg het aantal betalende klanten met 15% naar 346.000 waarvan 238.000 zakelijk rekeninghouders. Het balanstotaal steeg met bijna 9% naar € 17,5 miljard. De nettowinst was € 32,2 miljoen. Dit is fors lager dan de nettowinst van € 81,6 miljoen in 2021, maar toen had de bank een grote incidentele meevaller.